# Mandello del Lario
Mandello del Lario là một đô thị và thị xã của Ý. Đô thị này thuộc tỉnh Lecco trong vùng Lombardia. Mandello del Lario có diện tích 41,77 km2, dân số theo ước tính năm 2010 của Viện thống kê quốc gia Ý là 10.309 người. Đô thị này nằm bên hồ Como
Các đơn vị dân cư: Olcio, Maggiana, Mandello a lago, Tonzanico, Molina, Mulini, Motteno, Cologna, Luzzeno, Moregallo, Rongio, Gorlo, Somana, Sonvico.
Đô thị Mandello del Lario giáp với các đô thị: Abbadia Lariana, Ballabio, Esino Lario, Lecco, Lierna, Oliveto Lario, Pasturo, Valbrona (CO), Valmadrera.